# 서치 아웃
"서치 아웃"은 2020년 4월 15일에 개봉한 대한민국의 영화이다. 2015년 러시아의 소셜 네트워크 서비스 프콘탁테에서 시작된 이른바 죽음의 소셜 네트워크 놀이 흰긴수염고래 게임으로 발생한 청소년 자살 사건을 모티브로 각색되어 제작되었다.

## 캐스팅
- 이시언 : 최성민 역
- 김성철 : 정준혁 역
- 허가윤 : 김누리 역
- 김서연 : 박지현 / 박서원 역
- 주시현 : 재민 역
- 배상우 : 소시오패스 역
- 이연빈 : 경원 역
- 고정일 : 고 형사 역
- 김경원 : 미션남 역
- 고수정 : 서민지 역
- 정민규 : 민수 역
- 김지나 : 지나 역
- 심완준 : 진우 역
- 금파 : 무속인 역
- 최윤빈 : 형사 1 역
- 한다미 : 여형사 역
- 유동훈 : 흥신소남 역
- 김지민 : 남학생 역
- 서승원 : 험상남 역
- 박근형 : 선호 모 역
- 이가현 : 미행여 1 역
- 이은채 : 미행여 2 역
- 김선우 : 공터남 1 역
- 김형석 : 경찰 역
- 정하민 : 감식반 역
- 문하연 : 감식반 역
- 강림 : 커플 역
- 윤세은 : 커플 역
- 최효영 : 카페여자들 역
- 강유진 : 카페여자들 / 버스정류장 사람들 역
- 우예진 : 버스정류장 사람들 역
- 한창민 : 버스정류장 사람들 역
- 배강민 : 버스정류장 사람들 / 사내무리 역
- 박송 : 형사들 역
- 김태형 : 형사들 역
- 이후 : 고깃집 손님들 역
- 서성하 : 고깃집 손님들 역
- 강규현 : 고깃집 손님들 역
- 안호정 : 편의점 손님 역
- 구요한 : PC방 남학생 1 역
- 선종구 : PC방 남학생 2 역
- 장정주 : PC방 남학생 3 역
- 엄준용 : PC방 손님들 역
- 신명은 : PC방 손님들 역
- 김수민 : PC방 손님들 역
- 신상용 : PC방 손님들 역
- 김주용 : PC방 손님들 역
- 김진영 : 사내무리 역
- 김승일 : 사내무리 역
- 민재원 : 사내무리 역
- 남권우 : 이삿짐 기사 역
- 박진서 : 행인 역
- 오지은 : 행인 역
- 손병호 : 편의점 사장 역 (특별출연)

## 같이 보기
- 2020년 대한민국의 영화 목록